# طالب العربي
بلدية الطالب العربي بلدية حدودية من بلديات ولاية الوادي بـالجمهورية الجزائرية. تقع في الشمال الشرقي من عاصمة الولاية، اسمها السابق بلدية بوعروة ثم غير اسمها إلى اسم شهيد الثورة الجزائرية الطالب العربي قمودي، وتعتبر واجهة دولة الجزائر، والطالب العربي مدينة مثل باقي المدن تساير العصر الحديث وتتمسك بعاداتها وتقاليدها.

## المناخ
يظهر الجدول التالي التغييرات المناخية على مدار السنة لطالب العربي:
| البيانات المناخية لـطالب العربي   | البيانات المناخية لـطالب العربي | البيانات المناخية لـطالب العربي | البيانات المناخية لـطالب العربي | البيانات المناخية لـطالب العربي | البيانات المناخية لـطالب العربي | البيانات المناخية لـطالب العربي | البيانات المناخية لـطالب العربي | البيانات المناخية لـطالب العربي | البيانات المناخية لـطالب العربي | البيانات المناخية لـطالب العربي | البيانات المناخية لـطالب العربي | البيانات المناخية لـطالب العربي | البيانات المناخية لـطالب العربي |
| الشهر                             | يناير                           | فبراير                          | مارس                            | أبريل                           | مايو                            | يونيو                           | يوليو                           | أغسطس                           | سبتمبر                          | أكتوبر                          | نوفمبر                          | ديسمبر                          | المعدل السنوي                   |
| --------------------------------- | ------------------------------- | ------------------------------- | ------------------------------- | ------------------------------- | ------------------------------- | ------------------------------- | ------------------------------- | ------------------------------- | ------------------------------- | ------------------------------- | ------------------------------- | ------------------------------- | ------------------------------- |
| متوسط درجة الحرارة الكبرى °م (°ف) | 16.7 (62.1)                     | 19.4 (66.9)                     | 23.1 (73.6)                     | 27.1 (80.8)                     | 32.2 (90.0)                     | 36.5 (97.7)                     | 40.2 (104.4)                    | 39.4 (102.9)                    | 34.6 (94.3)                     | 28.6 (83.5)                     | 21.8 (71.2)                     | 16.8 (62.2)                     | 28.0 (82.5)                     |
| المتوسط اليومي °م (°ف)            | 10.8 (51.4)                     | 13.2 (55.8)                     | 16.4 (61.5)                     | 20.1 (68.2)                     | 24.9 (76.8)                     | 29.5 (85.1)                     | 32.4 (90.3)                     | 32.0 (89.6)                     | 28.1 (82.6)                     | 22.3 (72.1)                     | 15.9 (60.6)                     | 11.2 (52.2)                     | 21.4 (70.5)                     |
| متوسط درجة الحرارة الصغرى °م (°ف) | 4.9 (40.8)                      | 7.0 (44.6)                      | 9.7 (49.5)                      | 13.2 (55.8)                     | 17.7 (63.9)                     | 22.6 (72.7)                     | 24.7 (76.5)                     | 24.7 (76.5)                     | 21.6 (70.9)                     | 16.0 (60.8)                     | 10.0 (50.0)                     | 5.7 (42.3)                      | 14.8 (58.7)                     |
| الهطول مم (إنش)                   | 9 (0.4)                         | 8 (0.3)                         | 12 (0.5)                        | 9 (0.4)                         | 6 (0.2)                         | 3 (0.1)                         | 0 (0)                           | 2 (0.1)                         | 7 (0.3)                         | 9 (0.4)                         | 12 (0.5)                        | 8 (0.3)                         | 85 (3.5)                        |
| المصدر: climate-data.org          |                                 |                                 |                                 |                                 |                                 |                                 |                                 |                                 |                                 |                                 |                                 |                                 |                                 |